# Pepco
A Pepco é uma cadeia polaca de lojas de variedades com lojas em toda a Europa. Faz parte do Pepco Group, com sede em Londres e cotado na Polónia, juntamente com as marcas irmãs Poundland e Dealz. As lojas Pepco representam a maior parte das lojas do grupo, com 3500 agências em toda a Europa (de um total de 4600), e substituíram completamente a Dealz (em termos de formato e marca) na maioria dos países europeus, com exceção da Polónia e da Irlanda.

## História
Em 1999, o retalhista britânico Brown & Jackson expandiu-se para a Polónia, onde abriu lojas Poundstretcher no país. Na sequência de fracos resultados, a B&J Poland foi vendida à empresa sul-africana Tradegro em 2002, tendo sido adquirida pela Pepkor em 2004. Após a aquisição, a empresa e as lojas foram passaram a chamar-se Pepco.
A partir de 2013, a Pepco começou a expandir-se para outros mercados europeus:
- 2013 - abertura de lojas na Chéquia e na Eslováquia[7]
- 2015 - abertura de lojas na Roménia[8] e na Hungria[9]
- 2017 - abertura de lojas na Croácia, Eslovénia e Lituânia[10]
- 2018 - abertura de lojas na Letónia[11]  e na Estónia[12]
- 2019 - abertura de lojas na Bulgária[13]
- 2020 - abertura de lojas em Itália e na Sérvia[14]
- 2021 - abertura de lojas em Espanha e na Áustria[15]
- 2022 - abertura de lojas na Alemanha, Grécia[16] e Irlanda[17][18]
- 2023 - abertura de lojas em Portugal[19], Bósnia e Herzegovina[20] e Azerbaijão[21]

## Em Portugal
A Pepco abriu a sua primeira loja em Portugal a 18 de maio de 2023, em Eiras, no Coimbra Retail Park. Ao longo desse mesmo ano, a empresa expandiu-se para Elvas e Tavira, Aveiro, Braga, Lisboa e Porto. Para meados de 2024, a firma já tinha mais de 240 empregados em todo o país.